# Várzea do Poço
Várzea do Poço is een gemeente in de Braziliaanse deelstaat Bahia. De gemeente telt 8.992 inwoners (schatting 2009).